# Palazzi di Genova
«Palazzi di Genova» — книга, написанная и иллюстрированная Питером Паулем Рубенсом и изданная в 1622 году.

## Краткое описание
В книге представлены изображения и описания дворцов Генуи. Были выпущены два тома:
- первый содержит 72 оттиска с изображениями: планы, разрезы и фасады 12 дворцов Генуи;
- второй — 67 оттисков: изображения ещё 19 дворцов и 4 церквей Генуи.

В книгу вошли некоторые из дворцов квартала Палацци-деи-Ролли.
В книге описаны: Palazzo Carrega-Cataldi (ит.), Villa Giustiniani-Cambiaso, Villa Spinola di San Pietro, Villa Grimaldi (La Fortezza), Villa delle Peschiere, Palazzo Angelo Giovanni Spinola, Palazzo Paolo Battista e Niccolò Interiano, Palazzo Grimaldi-Sauli, Palazzo Bartolomeo Lomellini, Palazzo Lercari-Parodi, Palazzo Doria-Tursi, Palazzo Pallavicini-Cambiaso, Palazzo Doria (Genova), Palazzo Pantaleo Spinola, Palazzo Balbi-Senarega, Palazzo Nicolò Spinola di Luccoli, Palazzo Ottavio Imperiale, Palazzo Gio Battista Grimaldi (vico San Luca), Palazzo Durazzo-Pallavicini, Palazzo Gerolamo Grimaldi, Palazzo Podestà, Palazzo Cattaneo-Adorno, Palazzo Baldassarre Lomellini, Palazzo Gio Battista Centurione, Palazzo Cipriano Pallavicini, Palazzo Doria-Spinola, Palazzo Cristoforo Spinola, Palazzo Spinola di Pellicceria, Palazzo Ambrogio Di Negro, Palazzo Giacomo Lomellini (Palazzo De Marini-Spinola), Palazzo Clemente Della Rovere, Basilica di San Siro, Basilica della Santissima Annunziata del Vastato, Basilica di Santa Maria Assunta (Genova), Chiesa del Gesù e dei Santi Ambrogio e Andrea.

## История создания
В 1607 году Рубенс сопровождает герцога Мантуанского Винченцо Гонзага, придворным живописцем которого он был, в Геную. Там Рубенс «тщательно изучает архитектуру генуэзских дворцов, результатом чего явилась его большая, позднее изданная двухтомная работа Palazzi di Genova».

## Избранные издания
- 1622 год: первое издание книги в Антверпене.
- 1652 и 1663 годы: книга дважды переиздана голландским гравёром Якобом ван Мерсом в Антверпене под названием «Palazzi Antichi di Genova».
- 1708 год: книга переиздана Хендриком и Корнелисом Вердуссенами в Антверпене.
- 1755 год: книга переиздана книготорговцами Хансом Каспером Арксте и Хендриком Меркусом с французским предисловием. В качестве городов издания указаны Амстердам и Лейпциг.
- 1924 год: книга переиздана в Берлине архитектурным издательством Der Zirkel в качестве выпуска 3 в серии Bibliothek Alter Meister der Baukunst под редакцией Корнелиуса Гурлитта (редактор серии) и Хильдебранда Гурлитта (редактор выпуска) с немецким предисловием[2].
- 1968 год: книга переиздана Бенджамином Бломом в Нью-Йорке с английским предисловием.
- 2002 год: книга переиздана в рамках Corpus Rubenianum Ludwig Burchard с комментариями Герберта Вильгельма Ротта.